# Carolina, Alabama
Carolina là một thị trấn thuộc quận Covington, tiểu bang Alabama, Hoa Kỳ. Dân số năm 2009 là 245 người, mật độ đạt 85 người/km².